# معجم المعالم الجغرافية في السيرة النبوية
معجم المعالم الجغرافية في السيرة النبوية هو كتاب ان صح تسميته بالجغرافية النبوية، ألفه المؤرخ عاتق البلادي (1352-1432)، تحدث المؤلف في مؤلفه عن كل المواضع التي ذكرت في السيرة النبوية، أو مر بها الرسول في مغازيه أو سراياه، فأصبح معجما متكاملا عن جغرافية السيرة النبوية، وقد ذكر المؤلف أن سبب تأليفه لهذا الكتاب هو: أنه قبل سنوات كان في مجلس من مجالس العلم فسمع من يتمنى لو وجد كتاب يجمع ما في السيرة من معالم ليهتدي إليها القارئ بأسهل طريقة وأيسر مؤنة, فألف هذا الكتاب.
قال المؤرخ عاتق البلادي في مقدمة كتابه:
| معجم المعالم الجغرافية في السيرة النبوية | أما بعد فهذا كتاب المعالم الجغرافية الواردة في السيرة النبوية على صاحبها أفضل الصلاة وأجل التسليم، جعلته رديفا لكتاب السيرة النبوية، ليكون مرجعا لقارئيها في بحثه عن المواضيع التي تعترضه أثناء قرائته فيها، ولم أقصر على ماله علاقة بغزواته وسراياه صلى الله عليه وسلم، بل توسعت فيه حتى شمل كل موضوع ورد ذكره في السيرة النبوية، سواء جاء ذكره في العهد الجاهلي بما له مساس بالسيرة بعد الرسالة، أو جاء ذكره في تراجم الصحابة والوقائع التي خاضوها بعد موت صاحب السيرة صلوات الله عليه، أو ورد بأية طريقة من الطرائق حتى صار مادة من مواد السيرة المطهرة | معجم المعالم الجغرافية في السيرة النبوية |